# Grimsborken
Grimsborken (norvégien : Grimsborken) est un conte merveilleux norvégien, recueilli par Peter Christen Asbjørnsen et Jørgen Moe qui l'ont publié dans leur Norske Folkeeventyr. Andrew Lang l'a inclus à The Red Fairy Book.

## Résumé
Un homme, le plus jeune d'une famille de 12 enfants, décide de quitter la maison de ses riches parents. À son retour, il découvre que ses parents sont morts et que ses frères ont partagé toutes les terres entre eux, pensant qu'il était mort. Ils lui offrent 12 juments en compensation. Quand il les observe, il constate qu'elles ont toutes un poulain, et que l'une d'elles a un autre poulain en plus, un cheval gris très élégant. Lorsqu'il loue la beauté du poulain, celui-ci répond et lui dit qu'il serait plus splendide si le jeune homme allait tuer tous les autres poulains, et le laissait se nourrir du lait de leurs mères pendant un an. Le jeune homme suit ce conseil, et le retrouve un an plus tard, devenu assez grand et plus élancé. Le poulain lui dit qu'il serait encore plus splendide si le jeune homme allait encore tuer les 12 poulains nés depuis, ce qu'il accepte de faire. Encore une fois, il revient l'année suivante, trouvant le cheval énorme et incroyablement élégant. Encore une fois, ce cheval lui demande de tuer les nouveaux poulains et de lui laisser le lait des juments pendant un an de plus, ce que le jeune homme accepte de nouveau. Finalement, il revient un an plus tard, et trouve le cheval incroyablement grand et radieux. Le cheval gris décide alors de l'accompagner.
Les frères sont surpris qu'il ait un tel cheval. Sur les conseils du cheval, ils lui donnent des fers, une selle et une bride dorés, en échange des 12 juments et de leurs nouveaux poulains. Ensuite, l'homme monte le cheval (dont le nom est Grimsborken dans la version originale en norvégien), jusqu'à la capitale du royaume. La fille du roi a été kidnappée par un troll et le roi a promis sa main ainsi que la moitié de son royaume à quiconque pourrait la sauver. Grimsborken promet à l'homme qu'il l'aidera, mais l'homme doit demander la meilleure nourriture et les meilleures écuries pour son cheval. Le roi, en voyant l'homme chevauchant un si superbe animal, est d'accord. Des chevaliers envieux exhortent le roi à envoyer l'homme sauver la princesse, faute de quoi tué, ce que l'homme accepte à contrecœur. Grimsborken lui demande d'exiger des fers à cheval en fer et en argent, et après les avoir obtenus, il l'emmène à la grotte du troll au sommet d'une falaise presque verticale sur une colline, et parvient à monter, l'homme mettant la princesse sur le cheval avant que le troll ne puisse se lever.
Cependant, à son retour triomphal avec la princesse, le roi, mal avisé, lui demande de se débarrasser de la crête qui empêche le soleil de briller dans sa salle pour épouser la princesse. Grimsborken dit à nouveau qu'il peut aider, mais l'homme doit demander des fers à cheval en argent et en fer encore plus lourds. Ensuite, le cheval saute au sommet de la crête jusqu'à ce qu'elle s'écroule. Mais une fois de plus, le roi demande autre chose : l'homme doit procurer à la mariée un cheval tout aussi magnifique, sinon il sera tué. Grimsborken accepte de l'aider à nouveau, et cette fois, exige des fers à cheval encore plus grands, ainsi qu'un assortiment de choses, car ils doivent aller en enfer où repose un autre cheval comme lui. Après un certain nombre d'aventures, Grimsborken combat le cheval infernal et le vainc, puis l'homme lui met la bride et ils reviennent ensemble, le deuxième cheval se trouvant être identique à Grimsborken dans les moindres détails.
Pourtant, le roi a encore une épreuve de plus pour l'homme : la princesse doit se cacher deux fois et être retrouvée, puis l'homme doit se cacher deux fois et la princesse ne doit pas le retrouver. La princesse se transforme d'abord en canard, puis en miche de pain, mais à chaque fois, Grimsborken l'a dit à l'homme, alors il la retrouve. Quand vient son tour, l'homme se transforme en tique et se cache dans la narine de Grimsborken, et une seconde fois dans un tas de terre caché entre les sabots et les fers du cheval. La princesse est incapable de le trouver, car Grimsborken ne lui permet pas de s'approcher. Finalement, l'homme et la princesse montent à cheval jusqu'à l'église pour se marier.

## Traductions
Ce conte a été publié dans une compilation de contes populaires du monde, par l'illustratrice Katharine Pyle. Le conte a également été traduit en anglais et publié par George Webbe Dasent.
Le conte a été traduit en français sous le titre Le Cheval Prodige.
Joseph Jacobs a inséré le cheval Grimsborken comme monture du géant dans sa protoforme reconstituée du conte norvégien The Master Maid, publié dans Europa's Fairy Book. 

## Analyse

### Type de conte
Grimsborken est le nom du conte type 531, dans des sources norvégiennes, selon l'érudit Ørnulf Hodne (no), Les types de contes populaires norvégiens. Le type enregistre 39 variantes dans les sources norvégiennes. 
Le conte relève des classifications Aarne-Thompson-Uther ATU 530, 531 (The Clever Horse) et 533 (La Petite Gardeuse d'oies), dans la catégorie de l'assistant surnaturel dans l'index des contes populaires. Il appartient à un cycle d'histoires dans lesquelles un cheval magique aide le héros ou l'héroïne en lui donnant des conseils et/ou en l'instruisant.

### Motifs
George Webbe Dasent a déclaré que le personnage de Grimsborken rappelle les sagas et les contes où héros et monture partagent un lien de confiance. Par ailleurs, le cheval transforme le garçon de l'histoire.
D'après Axel Olrik, le Grimsborken du conte de fées norvégien est né de l'amalgame du cheval héroïque de la poésie ancienne avec le cheval sage des contes de fées ; de ce dernier poème vient l’unique caractéristique de l’intelligence.
Peter Christen Asbjørnsen et Jørgen Moe ont rassemblé une deuxième variante norvégienne du type de conte ATU 531, intitulée Gullslottet som hang i luften (anglais : « Le château d'or suspendu dans l'air »).